# La Barroca
La Barroca es una entidad de población española del municipio de Sant Aniol de Finestres, perteneciente a la provincia de Gerona, en la comunidad autónoma de Cataluña.

## Toponimia
El nombre del lugar puede encontrarse referido con las variantes Barroca, Sabra-Roca y La Barroca.

## Historia
Hacia mediados del siglo XIX, el lugar tenía contabilizada una población de 56 habitantes. Aparece descrito en el cuarto volumen del Diccionario geográfico-estadístico-histórico de España y sus posesiones de Ultramar de Pascual Madoz de la siguiente manera:

BARROCA ó SABRA-ROCA: l. de la prov., adm. de rent. y dióc. de Gerona (3 leg.), part. jud. de Olot (6), aud. terr. y c. g. de Barcelona (14): sit. sobre una roca de 2 leg. poco mas ó menos de circunferencia, y batido libremente de todos los vientos; su clima es sano, y las enfermedades que mas comunmente se padecen, catarrales: forman la pobl. 19 casas de pobre aspecto y pocas comodidades, y una igl. parr. bajo la advocacion de Sta. Maria: confina el térm. N. Ancias á 1 leg.: E. San Martin de Llemana; S. San Clemente y O. Amer á 1/2 leg. en las tres direcciones; dentro de él se encuentra una ermita dedicada á San Roque y otra con el título de Nuestra Sra. de Elena: el terreno es de inferior calidad en lo general, sin que en todo el haya una cuarterada de tierra de primera clase: no hay otro camino, y este en mal estado, que el que dirije á Amer y Gerona: el correo se recibe de la estafeta de Amer los lunes, miércoles y sábados, y sale los martes, jueves y domingos á las 8 de la mañana; prod.: trigo, cebada, uvas y manzanas; hay ganado lanar y vacuno y caza de perdices y conejos: pobl.: 11 vec., 56 alm.: cap. prod.: 742,000 rs.: imp.: 18,550.
(Madoz, 1846, p. 60)

En 2023, la entidad singular de población de La Barroca, perteneciente al municipio de Sant Aniol de Finestres y formada por varias masías diseminadas, tenía empadronados 28 habitantes.